# Bekzod Abduraxmonov
Bekzod Maxamadjanovich Abduraxmonov (ur. 15 marca 1990) – uzbecki zapaśnik walczący w stylu wolnym. Brązowy medalista olimpijski z Tokio 2020 w kategorii 74 kg i piąty w Rio de Janeiro 2016 w kategorii 74 kg.
Brązowy medalista mistrzostw świata w 2014 i 2018. Mistrz igrzysk azjatyckich w 2014 i 2018, trzeci w 2022. Triumfator mistrzostw Azji w 2015 i 2017; drugi w 2023. Triumfator halowych igrzysk azjatyckich w 2017. Brązowy medalista igrzysk Solidarności Islamskiej w 2017 i 2021. Od 2013 roku startuje w zawodowych walkach MMA. Wygrał siedem pojedynków. Reprezentował Clarion University of Pennsylvania. Trzeci w All-American w NCAA Division I w 2012. Od 2014 roku trener zapasów w Harvard University.
Od 2023 roku zawodnik zawodnik mieszanych sztuk walki (MMA).

## Lista walk w MMA
| Wynik   | Bilans | Przeciwnik (bilans przed walką) | Rozstrzygnięcie                      | Runda | Czas | Rozgrywki                                                 | Data       | Miejsce         | Uwagi                                       |
| ------- | ------ | ------------------------------- | ------------------------------------ | ----- | ---- | --------------------------------------------------------- | ---------- | --------------- | ------------------------------------------- |
| Wygrana | 7-0    | Derik de Freitas (2-5)          | TKO (ciosy pięściami)                | 1     | N/A  | Combat FC 4                                               | 16.06.2023 | Wilmington      |                                             |
| Wygrana | 6-0    | Marcel Goncalves (3-1)          | TKO (ciosy pięściami)                | 1     | 1:13 | Victory Combat Sports 6                                   | 06.06.2014 | Boston          |                                             |
| Wygrana | 5-0    | Andrew Osborne (6-7-1)          | Poddanie (duszenie zza pleców)       | 1     | 3:54 | CES MMA 21                                                | 24.01.2014 | Lincoln         |                                             |
| Wygrana | 4-0    | Christian Leonard (5-3)         | Poddanie (duszenie trójkątne rękoma) | 3     | 2:12 | CFFC 29: Smith vs. Kelleher                               | 01.11.2013 | King of Prussia |                                             |
| Wygrana | 3-0    | Phil Parrish (2-0)              | TKO (ciosy pięściami)                | 1     | 4:31 | Sherman Cage Rage MMA 3                                   | 10.10.2013 | Stroudsburg     |                                             |
| Wygrana | 2-0    | Stephen Singleton (1-1)         | TKO (ciosy pięściami)                | 1     | 1:54 | Quaker Steak and Lube Fight Night 1                       | 10.08.2013 | Sharon          |                                             |
| Wygrana | 1-0    | Eric Calderon (0-0)             | Poddanie (duszenie zza pleców)       | 1     | 1:46 | Gladiators of the Cage: The North Shore's Rise to Power 2 | 20.07.2013 | Pittsburgh      | Debiut w zawodowym MMA i wadze półśredniej. |